# (10284) Damienlemay
(10284) Damienlemay, auparavant (10284) 1981 QY2, est un astéroïde de la ceinture principale de 6,840 km de diamètre découvert en 1981.

## Historique

### Découverte
(10284) Damienlemay a été découvert le 24 août 1981 à l'observatoire de La Silla, au Chili, par Henri Debehogne.

### Dénomination
L'objet, d'abord nommé provisoirement 1981 QY2,  est renommé Damienlemay le 22 novembre par Union astronomique internationale.
Damien Lemay, né en 1943 à Saint-Édouard-de-Lotbinière, est un physicien, ingénieur en télécommunication et astronome amateur. Il fonde le Club d'astronomie de Rimouski en 1981 et préside la Société royale d'astronomie du Canada de 1990 à 1992. Il préside également Comité Consultatif sur les Météorites et les Impacts de l'Agence Spatiale Canadienne de 1997 à 2000.

## Caractéristiques physiques
(10284) 1981 QY2 a une magnitude absolue (H) de 13,2 et un albédo estimé à 0,181, ce qui permet de calculer un diamètre de 6,840 km. Ces résultats ont été obtenus grâce aux observations du Wide-Field Infrared Survey Explorer (WISE), un télescope spatial américain mis en orbite en 2009 et observant l'ensemble du ciel dans l'infrarouge, et publiés en 2011 dans un article présentant les premiers résultats concernant les astéroïdes de la ceinture principale.

## Orbite
L'orbite de cet astéroïde est caractérisée par un demi-grand axe de 2,88 ua, un périhélie de 2,83 ua, une excentricité de 0,02 et une inclinaison de 2,88° par rapport à l'écliptique. Du fait de ces caractéristiques, à savoir un demi-grand axe compris entre 2 et 3,2 ua et un périhélie supérieur à 1,666 ua, il est classé, selon la JPL Small-Body Database, comme objet de la ceinture principale.